# Philoponella operosa
Philoponella operosa är en spindelart som först beskrevs av Simon 1896.  Philoponella operosa ingår i släktet Philoponella och familjen krusnätsspindlar. Inga underarter finns listade i Catalogue of Life.